# نماز وتر
نماز وتر نمازی است که بعد از نماز خفتن و قبل از نماز صبح خوانده می‌شود. بنابر گفتهٔ عالمان حنفی این نماز سه رکعت و یک عمل واجب است. اما برای مذهب‌های ، شافعی، مالکی، و حنبلی، همین نماز فقط سنت است.
برای شیعیان نماز وتر یک رکعت است. علی بن ابی طالب دراین باره چنین گفته‌است: «نماز وتر واجب نیست ولی پیامبر نماز وتر را به جا می‌آورد و می‌فرمود که آن را بجای آورید.» 

## نحوه خواندن نماز
یک رکعت است ۱ بار سوره حمد و بعد ۳ بار توحید، ۱ بار سوره فلق و ۱ بار سوره ناس خوانده می‌شود.